# Gallicolombe de Beccari
Pampusana beccarii
Espèce
Statut de conservation UICN

 LC  : Préoccupation mineure
La Gallicolombe de Beccari (Pampusana beccarii) est une espèce d'oiseaux de la famille des Columbidae.
Son nom commémore le naturaliste et botaniste italien Odoardo Beccari (1843-1920).

## Répartition
Son aire s'étend à travers la chaîne Centrale (Nouvelle-Guinée) et l'archipel des Salomon.